# Petrus Johannis (kyrkoherde)
Petrus Johannis, född 1589, död 1637 i Västra Ny församling, Östergötlands län, han var en svensk präst.

## Biografi
Petrus Johannis föddes 1589. Han var son till kyrkoherden Johannes Petri i Västra Ny socken. Johannis prästvigdes 22 december 1609 och blev 1610 komminister i Viby församling, Veta pastorat. Han blev 1623 kyrkoherde i Västra Ny församling, Västra Ny pastorat. Johannis avled 1637 i Västra Ny socken.

### Familj
Johannis gifte sig med Elsa Brask. Hon var dotter till kyrkoherden Laurentius Laurentii Brask i Västervik. De fick tillsammans barnen Samuel Petri Brask (1613–1668), Elsa Brask som var gift med kyrkoherden Magnus Petri Mört i Västra Ny församling, studenten Johannes Brask (född 1623) och huspredikanten Esaias Brask på Stora Sundby slott i Öja församling. Barnen tog efternamnet Brask.